# Margarita Weild
Margarita Weild (Córdoba, 27 de agosto de 1814 - Brasil, junio de 1848) fue la esposa y sobrina de José María Paz, con quien compartió años en prisión y exilio debido a su matrimonio. En opinión de algunos, es considerada precursora de la lucha por los derechos de la mujer.

## Biografía
Weild nació el 27 de agosto de 1814, hija de un médico escocés, Andrew Weild, y de María del Rosario Paz, hermana menor de José María Paz.
Descrita como una mujer de carácter, desarrolló desde edad temprana admiración y afecto por su tío José María y, siendo adolescente, declaró a su familia su deseo de casarse con él. Tras el rechazo inicial y a pesar de las diferencias de edades, contrajeron matrimonio mientras Paz se encontraba en prisión el 31 de marzo de 1835. Siendo su legítima esposa, hizo valer su derecho a compartir el cautiverio con José María. Weild dio a luz dos hijos en prisión.

## Muerte y reconocimientos
Compartiendo los años en prisión y posterior exilio en Brasil, falleció a los 33 años en junio de 1848, durante el parto de su último hijo. Paz le sobrevivió hasta 1854.
Al morir en Brasil, los restos de Margarita Weild fueron sepultados inicialmente en el cementerio de Montevideo en 1850. Su esposo los trasladó posteriormente a Buenos Aires. Tras la muerte de Paz, sus restos fueron enterrados en una bóveda sencilla en el entonces llamado cementerio del Norte, actual la Recoleta; y posteriormente ubicados en un mausoleo en 1928.
El 22 de abril de 1958, ambos fueron llevados a su ciudad natal, Córdoba, donde reposan en el atrio de la Iglesia Catedral.
En Lanús, Argentina, una calle lleva su nombre.